# Джованни Сфорца
Джованни Сфорца (итал. Giovanni Sforza; 1466—1510) — итальянский кондотьер, властитель Пезаро и Градары, граф Котиньолы.

## Биография
Родился в Милане в 1466 году. Происходил из рода кондотьеров Сфорца, был внебрачным сыном Костанцо Сфорца и внуком Алессандро Сфорца.
По смерти своего отца в 1483 году вступил во владение Пезаро и Градарой из-за отсутствия законных наследников у отца, находился в зависимости от своих могущественных миланских родственников, в частности от своего правившего Миланским герцогством двоюродного дяди Лодовико Сфорца.
Первый брак с Маддаленой Гонзага из рода Гонзага, заключенный в 1489 году, закончился смертью жены от родов год спустя. Был женат ещё два раза и наиболее известен историей своего несчастливого второго брака с Лукрецией Борджиа.

### Брак с Лукрецией Борджиа

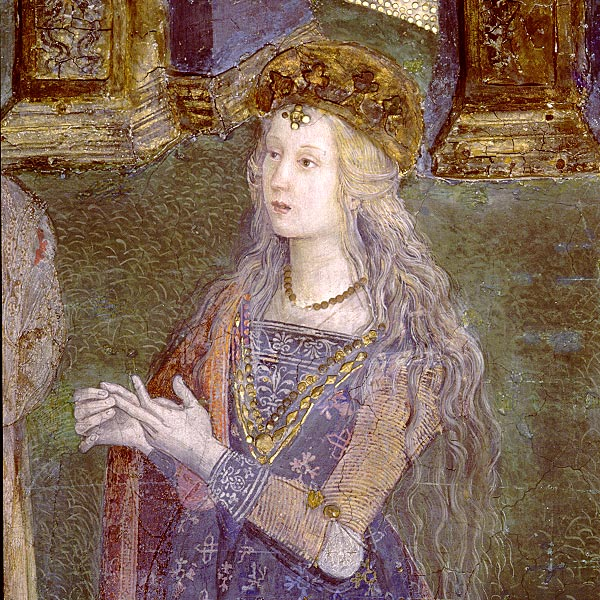
Предполагаемый портрет Лукреции Борджиа в виде святой Екатерины (фреска из апартаментов Борджиа)

В 1493 году папа римский Александр VI, желая породниться с влиятельным семейством правителей Милана Сфорца и поддержать баланс между Миланом и враждебным ему Неаполем, выдал свою дочь Лукрецию Борджиа за Джованни Сфорца и нанял его на службу в папскую армию. В 1494 году 14-летняя Лукреция переехала во владение мужа, город Пезаро и Градару. Вскоре из-за изменения политической ситуации в Италии союз Борджиа с семьей Сфорца рухнул (см. Итальянские войны). Отношения Джованни с семьей Борджиа сильно испортились, когда он, по некоторым сведениям, пытался шпионить на своих миланских родственников против неаполитанцев в 1494-1495 годах, а в 1496 году не стал участвовать в войне Александра VI против Орсини.
Согласно версии современника, Лукреция предупредила Джованни о том, что его хотят убить, и тот в спешке покинул Рим в марте 1497 года. Возможно, приказ об убийстве Джованни был лишь слухом, целью которого было заставить Джованни бежать.
После загадочного убийства летом 1497 года брата Лукреции, Джованни (Хуана), был одним из многих подозреваемых, поскольку у него явно имелся мотив для мести, но доказательств его причастности не было. (Писатель Сабатини, посвятивший много сил и трудов реабилитации семейства Борджиа, именно его называет убийцей Хуана в одной из своих художественных новелл.)
Так или иначе, с точки зрения папы, ситуация требовала устранения Джованни Сфорца для заключения более выгодного политического союза (хотя новый муж Лукреции еще не был подобран и на эту роль рассматривалось несколько кандидатов). Осенью 1497 года Александр VI убедил двоюродного дядю Джованни, кардинала Асканио Сфорца в необходимости согласия на развод, в качестве причины называлась импотенция мужа. Согласно заявлению Лукреции, брак не был консуммирован (между супругами никогда не было сексуальных отношений), что, согласно церковному праву, было единственно допустимой причиной для развода. Джованни же отказывался от развода, утверждая, что жена клевещет на него. Ему предложили вступить в половую связь с женой при свидетелях для доказательства своей состоятельности, однако он отказался (возможно, решив что у него ничего не получится на нервной почве).
В случае отказа Джованни папа имел право расторгнуть брак своей властью, и тогда семья Борджиа потребовала бы назад приданое Лукреции целиком. Родственники поставили перед Джованни условие: или он принимает предложения Александра VI, или они лишают его протектората. Не имея выбора, в 1497 году Джованни Сфорца вернулся в Рим подписать документы о своем сексуальном бессилии при свидетелях, и брак официально был признан недействительным 22 декабря 1497 года. Униженному Джованни также заявили, что его первая жена, покойная Маддалена, была беременна не от него, а от любовника.

Именно опозоренный на всю Италию семьей Борджиа Джованни Сфорца принялся распространять слухи об инцесте между Лукрецией Борджиа и её отцом.
«А когда Его Светлость спросил, верно ли утверждение папы о неспособности его осуществлять супружеские обязанности и о том, что брак его с Лукрецией является по сути фиктивным, он категорически возразил. Напротив, с женой он имел частые сношения. Однако папа отобрал у него Лукрецию, чтобы самому ей воспользоваться. В завершение он высказал все, что думает о Его Святейшестве», 
— так описывал поведение Джованни посол Феррары в письме своему господину. После заявления Джованни слухи об инцесте пошли гулять по свету, обрастая немыслимыми подробностями.

### После брака с Лукрецией
В октябре 1500 года потерял все свои земли, захваченные его бывшим шурином Чезаре Борджиа. Его лишенные власти родственники миланские Сфорца к этому времени сами стали пленниками завоевателя Италии французского короля Людовика, и Джованни бежал в Венецию, но с помощью венецианцев вернулся к власти в 1503 году. В 1503 году женился в третий раз на знатной венецианке Джиневре Тьеполо.

## Потомки
Сын от третьего брака Констанцо стал новым хозяином графства после смерти отца в 1510 г., но после его смерти в 1512 г. оно снова перешло в руки папы, теперь уже Юлия II.
Внебрачная дочь Изабелла (1503—1561) занималась писательством, была автором трактата Об истинном спокойствии души и состоянии женщины и других произведений.